# Thankful
Thankful är Kelly Clarksons debutalbum, släppt den 15 april 2003. 
Det släpptes i efter att Clarkson vann tävlingen "American Idol" (USA:s motsvarighet till Idol). På albumet var Clarksons redan mogna röst i centrum och genrerna inkluderade pop och rhythm & blues. Albumet beskrivs som en stor kommersiell framgång.

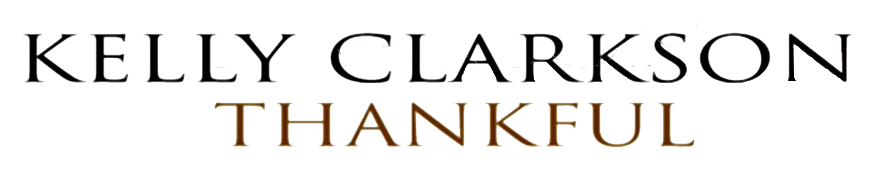
Albumets logotyp

Hon vann med 56% av befolkningens röster, och blev därmed den nya stjärnan i USA och den första Idolen. Hennes första singel från skivan "Thankful" är "A Moment Like This", skriven av den svenska producenten och låtskrivaren Jörgen Elofsson tillsammans med John Reid.
En av Kelly Clarksons låtar "The Trouble With Love Is" blev en "huvudlåt" i filmen "Love, Actually".
Clarkson har också en duett med Tamyra Gray, en annan Idoldeltagare, på "Thankful". Låten heter "You Thought Wrong", det är en aggressiv låt som handlar om en man som har gått bakom ryggen på tjejerna och nu konfronterar Tamyra och Kelly honom.
Clarkson har jobbat med många artister och låtskrivare på sitt första album bland andra Jörgen Elofsson, Max Martin och Christina Aguilera som dessutom har varit delaktig och skrivit "Miss Independent", som Kelly vann ett pris för. Den handlar om att en tjej ska kunna vara självständig. Det är kanske med denna låt Kelly mest blev omtyckt, men trots all god kritik och hyllning, så ansåg journalister, kritiker och andra experter att Clarksons framgång inte skulle vara så länge. De tippade att Kelly skulle tappa fans och att CD-försäljningen skulle dala. Kelly Clarkson har bevisat att alla kan ha fel. Hon har sålt miljontals album, först "Thankful" (2003) sen "Breakaway" (2004) och "My December" (2007) som släpptes den 26-27 juni 2007. Kelly har visat framfötterna, kreativitet och hon har bevisat att alla skeptiker hade fel. Hennes tredje album har redan fått bra kritik, och Kelly hänger kvar i branschen trots motgångar. Hon är envis, självsäker och hon är ingen "American Idol" längre, utan en världsartist.

## Låtlista
| Nr  | Titel                                     | Kompositör                                                | Producer(s)              | Längd |
| --- | ----------------------------------------- | --------------------------------------------------------- | ------------------------ | ----- |
| 1.  | The Trouble with Love Is                  | Kelly Clarkson, Evan Rogers, Carl Sturken                 | Rogers, Sturken          | 3:41  |
| 2.  | Miss Independent                          | Clarkson, Christina Aguilera, Rhett Lawrence, Matt Morris | Lawrence                 | 3:34  |
| 3.  | Low                                       | Jimmy Harry                                               | Clif Magness             | 3:28  |
| 4.  | Some Kind of Miracle                      | Diane Warren                                              | Steve Ferrera, Lawerence | 3:38  |
| 5.  | What's Up Lonely                          | Rogers, Stephanie Saraco, Struken                         | Rogers, Sturken          | 4:08  |
| 6.  | Just Missed the Train                     | Danielle Brisebois, Scott Cutler                          | Magness                  | 4:10  |
| 7.  | Beautiful Disaster                        | Rebekah Jordan, Matthew Wilder                            | Wilder                   | 4:10  |
| 8.  | You Thought Wrong (featuring Tamyra Gray) | Clarkson, Babyface, Gray, Harvey Mason, Jr., Damon Thomas | The Underdogs and Face   | 3:49  |
| 9.  | Thankful                                  | Clarkson, Babyface, Mason, Thomas                         | The Underdogs and Face   | 3:00  |
| 10. | Anytime                                   | Louis Biancaniello, Sam Watters                           | Biancaniello, Wattes     | 4:05  |
| 11. | A Moment Like This                        | Jörgen Elofsson, John Reid                                | Ferrera, Steve Mac       | 3:48  |
| 12. | Before Your Love                          | Desmond Child, Cathy Dennis                               | Child, Dennis            | 3:59  |

## Singlar
| År   | Singel                                  |
| ---- | --------------------------------------- |
| 2002 | "Before Your Love / A Moment Like This" |
| 2003 | "Miss Independent"                      |
| 2003 | "Low"                                   |
| 2003 | "The Trouble with Love Is"              |

## Betyg
- All Music Guide: 4/5
- Rolling Stone: 3/5